# 岡部吉正
岡部 吉正（おかべ よしまさ）は、安土桃山時代から江戸時代前期の武将、江戸幕府旗本。

## 生涯
治承・寿永の乱で活躍した武将岡部忠澄の末裔。岡部氏ははじめ鎌倉公方に、次いで扇谷上杉氏に従ったが、その没落後は後北条氏の重臣である松田氏に仕えた。
父と共に北条氏政・氏直の家老であった松田憲秀に仕える。天正18年（1590年）小田原征伐の際、憲秀が豊臣軍に内通して小田原城内に囚われると、密かに主の下へと駆けつけた。小田原落城後、結局憲秀は自害を命じられたが、吉正はその介錯を務めた後、高野山へと登った。文禄2年（1593年）憲秀自害の顛末を知りたがった徳川家康に召され、板部岡江雪斎の仲介で肥前国名護屋城へ出頭し、以後は家康に仕えた。家康の関東帰国後は武蔵国都筑郡に200石を賜った。慶長5年（1600年）関ヶ原の戦い、慶長19年（1614年）大坂冬の陣にも従軍。慶長20年（1615年）大坂夏の陣では真田信繁隊と戦った。寛永10年（1633年）加増されて併せて1500石を領した。正保4年（1647年）に没したが、跡は甥（妹の子）にあたる吉次が継いだ。